# Antonio Diodato
Antonio Diodato (født 30. august 1981) er en italiensk sanger, der skulle have repræsenteret Italien ved Eurovision Song Contest 2020 i Rotterdam, der imidlertid blev aflyst på grund af COVID-19-pandemien.

## Diskografie

### Album
| Title                 | Details                                                                            |
| --------------------- | ---------------------------------------------------------------------------------- |
| E forse sono pazzo    | - Released: April 2013 - Format: Digital download - Label: Le Narcisse             |
| A ritrovar bellezza   | - Released: 29 October 2014 - Format: Digital download - Label: Le Narcisse        |
| Cosa siamo diventati  | - Released: 27 January 2017 - Format: Digital download - Label: Carosello Records  |
| Che vita meravigliosa | - Released: 14 February 2020 - Format: Digital download - Label: Carosello Records |

### Singles
| Title                     | Year | Album                 |
| ------------------------- | ---- | --------------------- |
| "Ubriaco"                 | 2013 | E forse sono pazzo    |
| "Babilonia"               | 2014 | Non-album singles     |
| "Se solo avessi un altro" | 2014 | Non-album singles     |
| "Eternità"                | 2014 | A ritrovar bellezza   |
| "Piove"                   | 2015 | A ritrovar bellezza   |
| "Mi si scioglie la bocca" | 2017 | Cosa siamo diventati  |
| "Adesso" (with Roy Paci)  | 2018 | Non-album singles     |
| "Essere semplice"         | 2018 | Non-album singles     |
| "Il commerciante"         | 2019 | Che vita meravigliosa |
| "Non ti amo più"          | 2019 | Che vita meravigliosa |
| "Che vita meravigliosa"   | 2019 | Che vita meravigliosa |
| "Fai rumore"              | 2020 | Che vita meravigliosa |